# تسویه حساب: پول و قدرت
تسویه حساب: پول و قدرت (کره‌ای: 법쩐) یک مجموعه تلویزیونی کره جنوبی سال ۲۰۲۳ با بازی لی سون کیون، مون چه وون، هونگ یو سوک و پارک هون است. این مجموعه از ۶ ژانویه تا ۱۱ فوریه ۲۰۲۳، روزهای جمعه و شنبه ساعت ۲۲:۰۰ (کی‌اس‌تی) از اس‌بی‌اس برای ۱۲ قسمت پخش شد.

## بازیگران

### اصلی
- لی سون کیون در نقش اون یونگ
  - یون جونگ ایل در نقش جوانی اون یونگ[۹]
- مون چه وون در نقش پارک جون کیونگ[۱۰]
  - هان دونگ هی در نقش پارک جون کیونگ[۱۱]
- کانگ یو سوک در نقش جانگ ته چون[۱۲]
- پارک هون در نقش هوانگ کی سوک[۱۳]